# Recensământul Statelor Unite ale Americii din 1880
Recensământul Statelor Unite ale Americii din 1880 (engleză United States Census, 1880, conform originalului The United States Census of 1880) a fost cel de-al zecelea din recensămintele efectuate o dată la zece ani în Statele Unite ale Americii, fiind al zecelea dintr-o serie ce cuprinde azi 23 de calculări ale populației Uniunii.  
Populația totală determinată a fost de 50.189.209 de locuitori, o creștere de 30,2 % față de cei 38.558.371 de locuitori înregistrați în 1870.  Timpul necesar pentru finisarea datelor colectate a fost unul record de șapte ani. 

## Componența Statelor Unite ale Americii în 1880

Animaţie prezentând ordinea intrării statelor în Uniune (1776 - 1959)

În 1880, la data încheierii recensământului, Statele Unite aveau 38 de state, Uniunea fiind constituită din cele 37 de state, care constituiseră Uniunea în 1870, anul celui de-al nouălea recensământ, la care s-au adăugat doar o singură entitate componentă, devenit stat al Statelor Unite în deceniul 1871 - 1880: 
- 38. Colorado, la 1 august 1876.